# Danny Koevermans
Danny Koevermans (Schiedam, 1 november 1978) is een Nederlandse voormalig voetballer die als aanvaller speelde. Hij speelde voor de Schiedamse amateurclub Excelsior '20 en voor de profclubs Sparta Rotterdam, AZ, PSV, in Canada bij Toronto FC en sloot af bij FC Utrecht.

## Jeugd en Sparta Rotterdam
Danny Koevermans begon zijn voetballoopbaan bij de amateurs van Excelsior'20.
Op relatief late leeftijd werd de Schiedammer ontdekt door het nabijgelegen Sparta Rotterdam, waar hij in eerste instantie in het tweede elftal zou gaan spelen. Direct viel Koevermans op door zijn vele doelpunten en mocht hij in het seizoen 2000/2001 zijn debuut maken bij Sparta 1, in de Eredivisie welteverstaan: op 10 september 2000 in de wedstrijd Sparta-RBC Roosendaal (3-5), toen Koevermans na 84 minuten inviel voor verdediger Richard Elzinga. Zijn toenmalige trainer, Dolf Roks, zag het wel zitten in de toen 21 jaar oude spits en liet hem in zijn eerste seizoen vier wedstrijden opdraven in het eerste van Sparta.
Het seizoen erna werd er een nieuwe trainer aangesteld bij Sparta Rotterdam, Frank Rijkaard. Koevermans kreeg ook het vertrouwen van Rijkaard; in dit seizoen kwam Koevermans 23 keer in actie, waarin hij zeven maal het doel wist te vinden. Ondanks de inbreng van Koevermans en Rijkaard degradeerde Sparta naar de Eerste Divisie, waar Koevermans naam maakte als veel scorende spits.
In die eerste divisie, weer onder Dolf Roks, kreeg Koevermans een basisplaats en speelde in zijn eerste seizoen, seizoen 2002/2003, alle wedstrijden. In die 34 wedstrijden vond de Schiedammer 25 keer het net, waarmee hij overigens geen topscorer werd van de eerste divisie. Zijn tweede seizoen in de eerste divisie liep iets stroever, mede door een blessure kwam Koevermans slechts 20 keer in actie, waarin hij weliswaar 15 keer het net wist te vinden.
Het seizoen 2004/2005 was een heus gloriejaar voor Sparta en Koevermans. Ten eerste omdat Sparta erin slaagde terug te keren naar de eredivisie, ten tweede omdat Koevermans topschutter werd van de Gouden Gids Divisie. In dit seizoen scoorde hij 24 doelpunten in 29 wedstrijden. Bovendien was er nog een leuk extraatje voor Sparta. Drie spelers van Sparta vormden de top 3 in de topscorers-ranglijst. Koevermans met 24, Ricky van den Bergh met 22 en Riga Mustapha met 22 doelpunten vormden een 'dodelijke' aanval voor Sparta.
Het zou Koevermans' laatste seizoen voor Sparta blijken. Omdat hij ook na zijn vertrek nog regelmatig blijk geeft van zijn verbondenheid met de Rotterdamse club, blijft "Koef" echter onverminderd populair bij de Sparta-aanhang. Spartaan Olaf Lindenbergh werd bijvoorbeeld, toen hij in 2007 in de wedstrijd Sparta-PSV een stevige overtreding op Koevermans maakte, door zijn eigen publiek uitgefloten.

## AZ
Koevermans' prestaties in de Gouden Gids Divisie bleven niet onopgemerkt bij de eredivisieclubs. Vele clubs dongen naar de diensten van de Schiedammer, maar het ambitieuze AZ ging er met de spits vandoor. Het eerste seizoen verliep uitermate teleurstellend voor Koevermans, hij was vooral bankzitter en moest het veelal doen met invalbeurten. Desondanks wist de spits negen keer het net te vinden voor AZ.
Seizoen 2006/2007 verliep perfect voor Koevermans, hij liep bijna één op één qua doelpunten en werd in verband gebracht met een plaats in het Nederlands voetbalelftal, na het uitvallen van onder andere Klaas-Jan Huntelaar en Dirk Kuijt. Naar aanleiding van het goede spel van Koevermans in de competitie en in de UEFA Cup werd hij in maart 2007 door bondscoach Marco van Basten opgeroepen voor de EK-kwalificatiewedstrijden tegen Roemenië en Slovenië. In de laatste wedstrijd maakte Koevermans zijn debuut in Oranje. Koevermans speelde in totaal vier interlands.
AZ streed tot de laatste dag mee om het kampioenschap en had zelfs tot aan de laatste speelronde de beste papieren. Iedereen in Alkmaar en de Zaanstreek droomde al van een kampioenschap. In de laatste wedstrijd verspeelde AZ de titel echter door van degradatiekandidaat Excelsior te verliezen.

## PSV
Op 30 augustus 2007 maakte Koevermans de overstap van AZ naar PSV. Aanvankelijk hadden Feyenoord en Real Betis Balompié, uit Sevilla, ook belangstelling voor de spits. AZ vroeg 6,9 miljoen euro, of PSV dat bedrag uiteindelijk heeft betaald is onduidelijk. Koevermans wilde zelf ook vertrekken uit Alkmaar. Bij PSV volgde hij de naar Sevilla FC vertrokken Arouna Koné op.
Koevermans maakte zijn debuut voor PSV op 1 september 2007 in de uitwedstrijd tegen FC Twente als vervanger voor Danko Lazović.
Koevermans had een contract voor vier jaar en speelde met nummer 10, het nummer dat vrijkwam door het vertrek van Koné. In het seizoen 2007/2008 werd Koevermans met 14 doelpunten clubtopscorer van PSV. Koevermans speelde 29 wedstrijden mee, maar geen enkele wedstrijd speelde hij de volle 90 minuten. De 14 doelpunten scoorde Koevermans in 1340 minuten voetbal, een gemiddelde van eens per 96 minuten een goal. Zijn doelpunten waren een belangrijk aandeel voor het kampioenschap, want na twee mislukte pogingen op een kampioensschaal (Sparta in 2005 en AZ in 2007) lukte het Koevermans dan toch in 2008 om de titel te winnen.

## Toronto FC
Op 29 juni 2011 tekende de transfervrij weggaande Koevermans een contract voor tweeënhalf jaar bij het Canadese Toronto FC dat onder leiding stond van trainer en technisch directeur Aron Winter. Zondag 15 juli 2012 scheurde Koevermans in een uitwedstrijd tegen New England Revolution zijn kruisband, waardoor hij de rest van het seizoen niet meer in actie kan komen voor de Reds. Zijn contract is na het seizoen 2013 ontbonden.

## FC Utrecht
Op 31 januari 2014 werd hij tot het einde van het seizoen 2013/14 door FC Utrecht gecontracteerd. Op 20 maart 2014 kondigde hij aan per direct te stoppen met voetballen. De reden was aanhoudend blessureleed. Koevermans was daarna ruim een jaar spitsentrainer bij FC Utrecht. Met ingang van het seizoen 2014/2015 ging hij aan de slag als assistent trainer bij Sparta Rotterdam. Bij deze club stopte hij al in 2016, omdat hij en de club het niet eens konden worden over een contractverlenging.

## Carrière
| Seizoen | Club             | Competitie     | Wedstrijden | Goals |
| ------- | ---------------- | -------------- | ----------- | ----- |
| 2000/01 | Sparta Rotterdam | Eredivisie     | 4           | 0     |
| 2001/02 | Sparta Rotterdam | Eredivisie     | 23          | 7     |
| 2002/03 | Sparta Rotterdam | Eerste divisie | 34          | 25    |
| 2003/04 | Sparta Rotterdam | Eerste divisie | 20          | 15    |
| 2004/05 | Sparta Rotterdam | Eerste divisie | 29          | 24    |
| 2005/06 | AZ               | Eredivisie     | 21          | 9     |
| 2006/07 | AZ               | Eredivisie     | 31          | 22    |
| 2007/08 | PSV              | Eredivisie     | 29          | 14    |
| 2008/09 | PSV              | Eredivisie     | 26          | 8     |
| 2009/10 | PSV              | Eredivisie     | 22          | 11    |
| 2010/11 | PSV              | Eredivisie     | 14          | 1     |
| 2011    | Toronto FC       | MLS            | 10          | 8     |
| 2012    | Toronto FC       | MLS            | 16          | 9     |
| 2013    | Toronto FC       | MLS            | 4           | 0     |
| 2013/14 | FC Utrecht       | Eredivisie     | 3           | 0     |
|         |                  | Totaal         | 286         | 153   |

## Nederlands elftal
| No. | Datum      | Wedstrijd               | Uitslag | Soort wedstrijd | Doelpunten |
| --- | ---------- | ----------------------- | ------- | --------------- | ---------- |
| 1.  | 28-03-2007 | Slovenië - Nederland    | 0-1     | EK-Kwalificatie | 0          |
| 2.  | 13-10-2007 | Nederland - Roemenië    | 0-1     | EK-Kwalificatie | 0          |
| 3.  | 17-11-2007 | Nederland - Luxemburg   | 1-0     | EK-Kwalificatie | 1          |
| 4.  | 21-11-2007 | Wit-Rusland - Nederland | 2-1     | EK-Kwalificatie | 0          |

## Erelijst
PSV
- Eredivisie: 2007/08
- Johan Cruijff Schaal: 2008

 Toronto FC
- Canadian Championship: 2011, 2012